# 陽性
| ウィキペディアには「陽性」という見出しの百科事典記事はありません（タイトルに「陽性」を含むページの一覧/「陽性」で始まるページの一覧）。 代わりにウィクショナリーのページ「陽性」が役に立つかもしれません。 |